# واشینگتن (کانزاس)
واشینگتن (به انگلیسی: Washington) شهری در ایالت کانزاس کشور ایالات متحده آمریکا است که جمعیت آن در سرشماری سال ۲۰۱۰ میلادی، ۱٬۱۳۱ نفر بوده‌است.